# Салем Аль-Аджалін
Салем Аль-Аджалін (араб. سالم العجالين, нар. 18 лютого 1988, Амман) — йорданський футболіст, захисник клубу «Аль-Файсалі» (Амман).
Виступав, зокрема, за клуб «Аль-Джазіра» (Амман), а також національну збірну Йорданії.

## Клубна кар'єра
У дорослому футболі дебютував 2006 року виступами за команду «Аль-Джазіра» (Амман), в якій провів сім сезонів. 
Згодом з 2013 по 2015 рік грав у складі команд «Маншеят Бані Хассан» та «Аль-Аглі» (Амман).
До складу клубу «Аль-Файсалі» (Амман) приєднався 2015 року.

## Виступи за збірну
У 2010 році дебютував в офіційних матчах у складі національної збірної Йорданії.
У складі збірної був учасником кубка Азії з футболу 2019 року в ОАЕ.
| Дата       | Місто         | Господарі | Результат             | Гості    | Турнір                       | Голи | Примітки |
| ---------- | ------------- | --------- | --------------------- | -------- | ---------------------------- | ---- | -------- |
| 06-01-2019 | Аль-Айн       | Австралія | 0 – 1                 | Йорданія | Кубок Азії 2019 - 1-й етап   | -    |          |
| 10-01-2019 | Аль-Айн       | Йорданія  | 2 – 0                 | Сирія    | Кубок Азії 2019 - 1-й етап   | -    |          |
| 20-01-2019 | Дубай (місто) | Йорданія  | 1 – 1 д.ч. (2-4 п.п.) | В'єтнам  | Кубок Азії 2019 - 1/8 фіналу | -    |          |
| Усього     |               | Матчів    | 3                     |          | Голів                        | 0    |          |